# 1928 en cyclisme
| Années du cyclisme : 1925 - 1926 - 1927 - 1928 - 1929 - 1930 - 1931    |
| Décennies du cyclisme : 1890 - 1900 - 1910 - 1920 - 1930 - 1940 - 1950 |

Les faits marquants de l'année 1928 en cyclisme.

## Par mois

### Mars
- 18 mars : le Belge Jules Van Hevel gagne la première édition du Circuit des Régions Flamandes. L'épreuve ne sera pas disputée en 1929 et reprendra en 1930.
- 25 mars : Jan Mertens gagne le Tour des Flandres.

### Avril
- 1er avril : le Franco-Italien Giuseppe Rivella gagne le Grand Prix de Cannes.
- 8 avril : André Leducq gagne Paris-Roubaix.
- 8 avril : l'Espagnol Ricardo Montero gagne le Grand Prix de Pâques pour la deuxième année d'affilée.
- 14 avril : Costante Girardengo remporte Milan-San Remo pour la sixième fois.
- 16 avril : le Français Joseph Normand gagne la Polymultipliée.
- 22 avril : le Belge Denis Verschuren gagne Paris-Tours pour la deuxième fois.

### Mai
- 1er mai : le Belge Alexandre Maes gagne la première édition du Grand Prix Hoboken.
- 5 mai : le Suisse Henri Suter gagne le Championnat de Zurich. C'est sa cinquième victoire dans cette épreuve.
- 6 mai : le Belge Hector Martin gagne Bordeaux-Paris.
- 6 mai : l'Italien Marco Giuntelli gagne le Tour du Piémont.
- 12 mai : départ du Tour d'Italie.
- 13 mai : le Belge Jules Van Hevel gagne le Tour de Belgique.
- 13 mai : le Belge Ernest Mottard gagne Liège-Bastogne-Liège.
- 27 mai : le Belge Georges Ronsse gagne Paris-Bruxelles.

### Juin
- 3 juin : le Tour d'Italie est remporté par Alfredo Binda pour la deuxième année d'affilée.
- 10 juin : l'Italien Giovanni Visconti gagne les Trois vallées varésines.
- 10 juin : le Belge Joseph Dervaes gagne le Grand Prix de l'Escaut pour la deuxième fois.
- 10 juin : le Français Albert Barthelemy gagne la première édition du Grand prix de Fourmies.
- 10 juin : l'Espagnol Telmo Garcia gagne la Vuelta a los Puertos pour la deuxième fois.
- 10 juin : le Suisse Albert Blattmann devient champion de Suisse sur route.
- 10 juin : le Français Ferdinand le Drogo conserve son titre de champion de France sur route.
- 17 juin : 1re manche du championnat d'Italie sur route, l'Italien Alfredo Binda gagne la première édition de Predappio-Rome.
- 17 juin : départ du Tour de France, malgré le désintérêt créé, l'an dernier, par les étapes de plat contre la montre par équipes, la formule est reprise. Une modification est cependant faite, à partir de Luchon, les équipes auront droit à trois remplaçant (comme pour une équipe de football). Ceci afin de ne pas voir une équipe abandonner pour manque de coureurs comme ce fut le cas pour l'équipe Dilecta en 1927. Les remplaçants peuvent être des hommes qui ont déjà abandonné, toutefois, un remplaçant ne peut être vainqueur d'étape et n'est pas classé au classement général. L'équipe Alcyon est ultra favorite et son leader, le Luxembourgeois Nicolas Frantz est donc considéré comme le futur vainqueur. À la suite de la victoire de Alcyon, Frantz 1er sur la ligne d'arrivée, gagne la 1ere étape Paris-Caen et prend le maillot jaune devant ses équipiers et compatriotes, Jan Mertens 2eme et Gaston Rebry 3eme. L'équipe Alléluia 2eme est déjà à 16 minutes 57 secondes et l'équipe J.B Louvet est à 17 minutes 20 secondes.
- 18 juin : à la suite de la victoire de l'équipe Alcyon, le Français André Leducq gagne la 2eme étape du Tour de France Caen-Cherbourg, 2eme le Luxembourgeois Nicolas Frantz, le Belge Jan Mertens est 3eme, tous même temps. Pas de changement en tête du classement général.
- 19 juin : à la suite de la victoire de l'équipe Alcyon, le Belge Gaston Rebry 1er sur la ligne d'arrivée, gagne la 3eme étape du Tour de France Cherbourg-Dinan, 2eme le Luxembourgeois Nicolas Frantz même temps. Leurs équipiers ont peiné, le Belge Maurice de Waele est 3eme à 1 minute 14 secondes, suivent les autres "Alcyon" sauf le Belge Jan Mertens décroché qui termine 12eme à 15 minutes 16 secondes. Au classement général, 1er Frantz, 2eme Rebry même temps, 3eme de Waele à 1 minute 14 secondes.
- 20 juin : à la suite de la victoire de l'équipe J.B Louvet le Belge Pé Verhaegen, 1er sur la ligne d'arrivée, gagne la 4eme étape du Tour de France Dinan-Brest, 2eme le Belge Camille Van de Casteele. Leurs autres équipiers ont flanché sur la fin et le Luxembourgeois Nicolas Frantz menant les Alcyon est 3eme à 2 minutes 25 secondes. Pas de changement en tête du classement général.
- 21 juin : à la suite de la victoire de l'équipe Alléluia, le Français Marcel Bidot 1er sur la ligne d'arrivée, gagne la 5eme étape du Tour de France Brest-Vannes, 2eme Le Français Antonin Magne même temps, 3eme le Belge Louis Delannoy de l'équipe Alcyon menée par le Luxembourgeois Nicolas Frantz 4eme tous à 4 minutes 40 secondes. Le reste de l'équipe Alléluia n'a pu suivre Bidot et Magne. Pas de changement en tête du classement général.
- 22 juin : à la suite de la victoire de l'équipe Alcyon, le Luxembourgeois Nicolas Frantz ,1er sur la ligne d'arrivée, gagne la 6eme étape du Tour de France Vannes-Les Sables d'Olonne, 2eme le Français André Leducq, 3eme le Belge Jan Mertens tous même temps. A noter que le Belge Maurice de Waele cale sur la fin et finit 8eme à 25 secondes. Au classement général : 1er Frantz, 2eme le Belge Gaston Rebry, 3eme de Waele à 1 minute 39 secondes.
- 23 juin : à la suite de la victoire de l'équipe Elvish, le Français Victor Fontan, 1er sur la ligne d'arrivée, gagne la 7eme étape du Tour de France Les Sables d'Olonne-Bordeaux, 2eme l'Espagnol Salvador Cardona. Leurs équipiers n'ayant pu suivre leur rythme, le Français Antonin Magne de l'équipe Alléluia est 3eme à 3 minutes 42 secondes.  Les Alcyons ne sont qu'a 4 minutes 42 secondes, sauf le Belge Gaston Rebry qui arrive 22eme à 40 minutes 41 secondes. Au classement général, 1er le Luxembourgeois Nicolas Frantz, 2eme le Belge Maurice de Waele à 1 minute 39 secondes, 3eme le Belge Julien Vervaecke à 2 minutes 15 secondes.
- 24 juin : à la suite de la victoire de l'équipe Alcyon, le Belge Maurice de Waele, 1er sur la ligne d'arrivée, gagne la 8eme étape du Tour de France Bordeaux-Hendaye, 2eme le Français André Leducq, 3eme le Belge Julien Vervaecke, 4eme le Luxembourgeois Nicolas Frantz tous même temps. En conséquence pas de changement en tête du classement général. Il y a repos le 25 juin.
- 26 juin : le Français Victor Fontan gagne en solitaire la 9eme étape du Tour de France Hendaye-Luchon qui se dispute en ligne mais qui n'emprunte que les cols de l'Aubisque et du Tourmalet, 2eme le Luxembourgeois Nicolas Frantz à 7 minutes 44 secondes, 3eme le Belge Camille Van de Casteele à 13 minutes 24 secondes, 4eme le Belge Jan Mertens à 32 minutes 10 secondes. Le Belge Maurice de Waele est 7eme à 47 minutes 10 secondes et le Belge Julien Vervaecke 14eme est à 1 heure 7 minutes. Au classement général : 1er Frantz, 2eme de Waele à 41 minutes 5 secondes, 3eme Mertens à 54 minutes 10 secondes. Il y a repos le 27 juin.
- 28 juin : le Français André Leducq gagne au sprint la 10eme étape du Tour de France Luchon-Perpignan qui se dispute en ligne en empruntant les cols de Portet d'Aspet, de Port, et de Puymorens, 2eme le Luxembourgeois Nicolas Frantz, 3eme le Belge Maurice de Waele tous même temps. Le Français Antonin Magne est 4eme à 9 minutes 24 secondes, suivent dans le même temps, le Belge Jan Mertens 5eme, le Belge Julien Vervaecke 6eme, le Français Victor Fontan 7eme et le Français Marcel Bidot 8eme. Au classement général : 1er Frantz, 2eme de Waele à 41 minutes 5 secondes, 3eme Leducq à 1 heure 1 minute. Il y a repos le 29 juin.
- 29 juin : 2e manche du championnat d'Italie sur route, l'Italien Costante Girardengo gagne Milan-Modène pour la troisième fois.
- 30 juin : le Français André Leducq gagne la 11eme étape du Tour de France Perpignan-Marseille qui se dispute en ligne, après un éliminatoire sur piste pour départager les premiers. À la suite de cet éliminatoire le Français Marcel Bidot est 2eme et le Belge Jan Mertens est 3eme. Pas de changement en tête du classement général. Il y a repos le 1er juillet.

### Juillet
- 2 juillet : le Luxembourgeois Nicolas Frantz gagne au sprint la 12eme étape du Tour de France Marseille-Nice qui se dispute en ligne et qui emprunte après un premier passage à Nice, les cols de Braus, de Castillon et la Turbie, (la boucle de Sospel) . Le Français André Leducq est 2eme, le Français Antonin Magne est 3eme, le Belge Jan Mertens est 4eme tous même temps. Le Belge Maurice de Waele est 9eme à 4 minutes 48 secondes. Au classement général : 1er Frantz, 2eme de Waele à 45 minutes 53 secondes, 3eme Leducq à 1 Heure 1 minute. Il y a repos le 3 juillet.
- 4 juillet : le Français Antonin Magne gagne au sprint la 13eme étape du Tour de France Nice-Grenoble qui se dispute en ligne et emprunte les cols de la colle Saint Michel, d'Allos et Bayard, 2eme le Luxembourgeois Nicolas Frantz, 3eme le Français Victor Fontan tous même temps. Le Français André Leducq est 4eme à 5 minutes 32 secondes, le Français Marcel Bidot est 5eme à 10 minutes 25 secondes, 6eme le Belge Camille Van de Casteele à 17 minutes 56 secondes avec dans sa roue les Belges Jan Mertens 7eme et Julien Vervaecke 8eme. Le Belge Maurice de Waele finit 9eme à 23 minutes 37 secondes. Au classement Genéral, Frantz sauf accident à le Tour gagné, 2eme Leducq à 1 heure 7 minutes, 3eme de Waele à 1 heure 9 minutes.  Il y a repos le 5 juillet.
- 6 juillet : le Français Julien Moineau gagne en solitaire la 14eme étape du Tour de France Grenoble-Evian qui se dispute en ligne et emprunte les cols du Galibier, du Télégraphe et des Aravis, 2eme le Belge Camille Van de Casteele à 4 minutes 25 secondes, 3eme le Belge Odile Taillieu même temps, 4eme le Belge Julien Vervaecke à 8 minutes 24 secondes, suivi dans le même temps par le Luxembourgeois Nicolas Frantz 5eme le Français Victor Fontan 6eme. Le Français Antonin Magne 7eme est à 16 minutes avec dans sa roue le Français André Leducq 8eme et son frère Pierre 9eme. Le Belge Maurice de Waele 10eme à 26 minutes 17 secondes est distancé. Au classement général : 1er Frantz, 2eme Leducq à 1 heure 15 minutes, 3eme de Waele à 1 heure 27 minutes. Il y a repos le 7 juillet.
- 8 juillet : à la suite de la victoire de l'équipe Alléluia, le Français Pierre Magne 1er sur la ligne d'arrivée, gagne la 15eme étape du Tour de France Evian-Pontarlier qui emprunte le col de la Faucille, 2eme le Français Marcel Bidot, 3eme le Français Julien Moineau, 4eme le Français Antonin Magne. Les Alcyon sont à 5 minutes 51 secondes. Pas de Changement en tête du classement général.
- 9 juillet : à la suite de la victoire de l'équipe Alcyon, le Français André Leducq , 1er sur la ligne d'arrivée, gagne la 16eme étape du Tour de France Pontarlier-Belfort, 2eme le Luxembourgeois Nicolas Frantz, 3eme le Belge Jan Mertens, 4eme le Belge Julien Vervaecke, 5eme le Belge Maurice de Waele tous même temps. En conséquence pas de changement en tête du classement général.
- 10 juillet : à la suite de la victoire de l'équipe Alcyon, le Français Joseph Mauclair, 1er sur la ligne d'arrivée, gagne la 17eme étape du Tour de France Belfort-Strasbourg, 2eme le Belge Jan Mertens à 5 secondes, 3eme le Belge Gaston Rebry à 10 secondes, 4eme le Luxembourgeois Nicolas Frantz, 5eme le Belge Maurice de Waele, 6eme le Français André Leducq tous même temps. En conséquence pas de changement en tête du classement général.
- 11 juillet : à la suite de la victoire de l'équipe Alcyon, le Luxembourgeois Nicolas Frantz , 1er sur la ligne d'arrivée, gagne la 18eme étape du Tour de France Strasbourg-Metz, 2eme le Belge Jan Mertens, 3eme le Belge Maurice de Waele, 4eme le Français André Leducq tous même temps. En conséquence pas de changement en tête du classement général.
- 12 juillet : à la suite de la victoire de l'équipe Alléluia, le Français Marcel Huot, 1er sur la ligne d'arrivée, gagne la 19eme étape du Tour de France Metz-Charleville, 2eme le Français Julien Moineau, 3eme le Français Pierre Magne. Les Alcyons sont fragmentés à cause du bris de vélo qu'a subi le Luxembourgeois Nicolas Frantz qui laisse partir ses équipiers : le Français André Leducq 7eme à 10 minutes 15 secondes et le Belge Maurice de Waele 13eme à 13 minutes 46 secondes. Frantz aurait pu perdre le Tour en étant disqualifié, s'il avait utilisé un autre vélo de sa marque, car cela aurait pu être interprété comme : "arrangé à l'avance". Frantz emprunte un vélo Peugeot et termine 42eme à 37 minutes 51 secondes. Au classement général, Frantz possède encore 47 minutes 31 secondes d'avance sur Leducq 2eme et 1 heure 3 minutes sur de Waele 3eme.
- 13 juillet : à la suite de la victoire de l'équipe Alcyon, le Belge Maurice de Waele 1er sur la ligne d'arrivée, gagne la 20eme étape du Tour de France Charleville-Malo les Bains, 2eme le Belge Jan Mertens à 2 minutes 1 secondes, 3eme le Luxembourgeois Nicolas Frantz à 9 minutes 38 secondes, 4eme le Français André Leducq même temps. L'équipe Alléluia 2eme est à 31 minutes 3 secondes. La formule contre la montre par équipe ne fait qu'avantager l'équipe Alcyon qui écrase la course. Au classement général 1er Frantz, 2eme Leducq à 47 minutes 31 secondes, 3eme de Waele à 53 minutes 40 secondes.
- 14 juillet : 2 coureurs de l'équipe Alléluia parviennent à rejoindre l'équipe Alcyon partie 10 minutes avant eux et surprise le Français Antonin Magne gagne la 21eme étape du Tour de France Malo les Bains-Dieppe. Son équiper Francis Bouillet avait franchi la ligne d'arrivée le premier. Mais comme il est remplaçant, c'est-à-dire qu'il avait intégré le Tour à Marseille pour compléter l'équipe Alléluia après avoir abandonné durant la 9eme étape, en application du nouveau règlement, il ne compte pas pour les classements d'étapes et au général. De fait le français Joseph Mauclair et le Belge Jan Mertens de Alcyon sont classés 2eme et 3eme de l'étape à 10 minutes. Tous les alcyons terminant dans le même temps, il n'y a pas de changement en tête du classement général.
- 14 juillet : le Français Antoine Ciccione gagne le Grand Prix d'Antibes pour la deuxième année d'affilée.
- 15 juillet : le Luxembourgeois  Nicolas Frantz gagne au sprint la 22eme étape du Tour de France Dieppe-Paris qui se dispute en ligne, 2eme le Français Marcel Bidot, 3eme le Français Pierre Magne. Le Français André Leducq à cause d'une crevaison termine 13eme à 2 minutes 36 secondes. Mais il a été attendu par son équipier, le Belge Maurice de Waele 12eme même temps afin que Leducq ne perde pas la 2eme place du Tour dans les derniers kilomètre de l'épreuve. Place qui serait revenue à de Waele lui-même. Frantz remporte le Tour de France, pour la deuxième année d'affilée, en portant le maillot jaune de la première à la dernière étape, 2eme Leducq à 50 minutes 7 secondes, 3eme de Waele à 56 minutes 16 secondes. Comme l'an dernier cinq Alcyon occupent les cinq premières places et le Français Antonin Magne 6eme est le premier coureur appartenant à une autre équipe. La formule contre la montre par équipes pour les étapes de plat est en train de faire perdre l'engouement des Français pour le Tour de France.
- 15 juillet : l'Italien Alessandro Catalani gagne le Tour de Toscane.
- 16 juillet : le Néerlandais Hans Bockom devient champion des Pays-Bas sur route.
- 29 juillet : 3e manche du championnat d'Italie sur route, l'Italien Alfredo Binda gagne le Tour de Vénétie, Il est champion d'Italie pour la troisième année d'affilée. L'épreuve n'aura pas lieu en 1929 et reprendra en 1930.

### Août
- 4 au 6 août : épreuves de cyclisme des Jeux olympiques à Amsterdam.
- 5 août : le Belge Maurice de Waele gagne le Tour du Pays basque.
- 14 au 20 août : championnats du monde de cyclisme sur piste à Budapest. Le Français Lucien Michard est champion du monde de vitesse professionnelle pour la deuxième fois d'affilée.Le danois Willy Falck Hansen est champion du monde de vitesse amateur.
- 16 août : championnat du monde sur route à Budapest (Hongrie). Georges Ronsse remporte la course professionnelle, l'Allemand Herbert Nebe est médaille d'argent et son compatriote Bruno Wolke est médaille de bronze.L'Italien Allegro Grandi remporte la course amateur.
- 19 août : le Luxembourgeois Nicolas Frantz est champion du Luxembourg sur route pour la sixième fois d'affilée.
- 19 août : le Suisse Albert Blattmann gagne le Grand prix de Genève.
- 26 août : l'Italien Felice Gremo gagne le Tour de Reggio-Calabre.
- 28 août : le Belge Alexandre Maes gagne la Coupe Sels.

### Septembre
2 septembre : l'Italien Alfonso Piccin gagne le Tour d'Émilie.
4 septembre : le Belge Joseph Devaers devient champion de Belgique sur route.
9 septembre : l'Italien Antonio Negrini gagne le Tour de Romagne.
13 septembre : le Belge Aimé Dossche gagne le Championnat des Flandres pour la deuxième fois.
13 septembre : l'Italien Leonida Frascarelli gagne le Tour d'Ombrie.
16 septembre : l'Espagnol Mariano Canardo gagne le Tour de Catalogne.
16 septembre : l'italien Carlo Galluzo gagne le Trophée Bernocchi.
20 septembre : l'Italien Antonio Negrini gagne Rome-Naples-Rome.
30 septembre : l'Italien Pietro Fossati gagne la coupe Placci . Ensuite l'épreuve entre en sommeil jusqu'en 1946.

### Octobre
21 octobre : l'Espagnol Telmo Garcia devient champion d'Espagne sur route.

### Novembre
3 novembre : 13 ans après sa première victoire dans cette épreuve, l'Italien Gaetano Belloni gagne le Tour de Lombardie pour la troisième fois.
Cette année le championnat d'Allemagne sur route se dispute aux points sur plusieurs épreuves, l'Allemand Félix Manthey est champion d'Allemagne sur route. L'épreuve ne reprendra qu'en 1934.
(MERCI DE RENSEIGNER AU SUJET DES EPREUVES DISPUTEES ET LEURS DATES)